# Diletta Leotta
Giulia Diletta Leotta (Catania, 16 agosto 1991) è una conduttrice televisiva, conduttrice radiofonica e giornalista italiana.

## Biografia
Nata nel 1991 a Catania dall'avvocato civilista Rori e dalla madre Ofelia, all'età di diciassette anni inizia a collaborare con Antenna Sicilia in una trasmissione calcistica. Dopo essersi diplomata al liceo scientifico a indirizzo linguistico della città etnea, nell'ottobre 2015 si è laureata in giurisprudenza presso l'università LUISS di Roma. All'età di quindici anni partecipa al concorso di bellezza Miss Muretto 2006; tre anni dopo si presenta a Miss Italia 2009, ma viene eliminata alle preselezioni. All'età di 19 anni, nel 2010, affianca Salvo La Rosa nella conduzione dell'11º Festival della nuova canzone siciliana, in onda su Antenna Sicilia, e nel programma di intrattenimento Insieme, sulla stessa rete, come valletta.
Nel 2011 passa a Mediaset, dove conduce la trasmissione Il compleanno di La5 sull'omonima rete televisiva del digitale terrestre. Nel 2012 diventa "meteorina" di Sky Meteo 24; lo stesso anno conduce inoltre la striscia giornaliera sul Texas Hold'em Come giochi? su POKERItalia24. Nel 2014 conduce RDS Academy, il primo talent show dedicato alle radio, in onda su Sky Uno. Per la stagione sportiva 2015-2016 viene chiamata a condurre Sky Serie B su Sky Sport 1. Nell'estate 2016 ha condotto insieme con Ilaria D'Amico gli speciali di Sky dedicati al campionato europeo di calcio 2016.
Da gennaio 2017 sostituisce Emis Killa alla conduzione di Goal Deejay. Il 7 febbraio 2017 è ospite della prima serata del Festival di Sanremo. Dal 31 ottobre 2017 conduce il programma 105 Take Away insieme a Daniele Battaglia e precedentemente anche Alan Caligiuri. Nel luglio 2018 lascia Sky Sport, ma viene indicata dalla piattaforma di Rupert Murdoch come nuova conduttrice della quarta edizione del reality show Il contadino cerca moglie, che verrà trasmesso nell'autunno dello stesso anno.
Viene in seguito annunciato il suo approdo sulla piattaforma DAZN, per la quale conduce dall'ottobre 2018 il programma Diletta gol, mentre dal 2019 conduce sulla stessa piattaforma i programmi spin-off Diletta gol stories, Diletta gol in campo e Linea Diletta, oltre che gli studi pre e post partita delle principali partite di Serie A trasmesse dalla piattaforma. 
Il 17 settembre 2018 conduce, affiancata da Francesco Facchinetti, la finale della 79ª edizione di Miss Italia su LA7. Sempre su LA7 conduce, il 5 dicembre seguente, i Gazzetta Sports Awards. 
Il 4 e l'8 febbraio 2020 (1ª e 5ª serata finale) ha affiancato Amadeus alla conduzione del Festival di Sanremo. Nello stesso anno fa una comparsata, nel ruolo di se stessa, nel film 7 ore per farti innamorare. 
Il 10 dicembre 2021 conduce una puntata di Striscia la notizia in coppia con Alessandro Siani con cui è anche protagonista del film di Natale Chi ha incastrato Babbo Natale? uscito il 16 dicembre 2021.

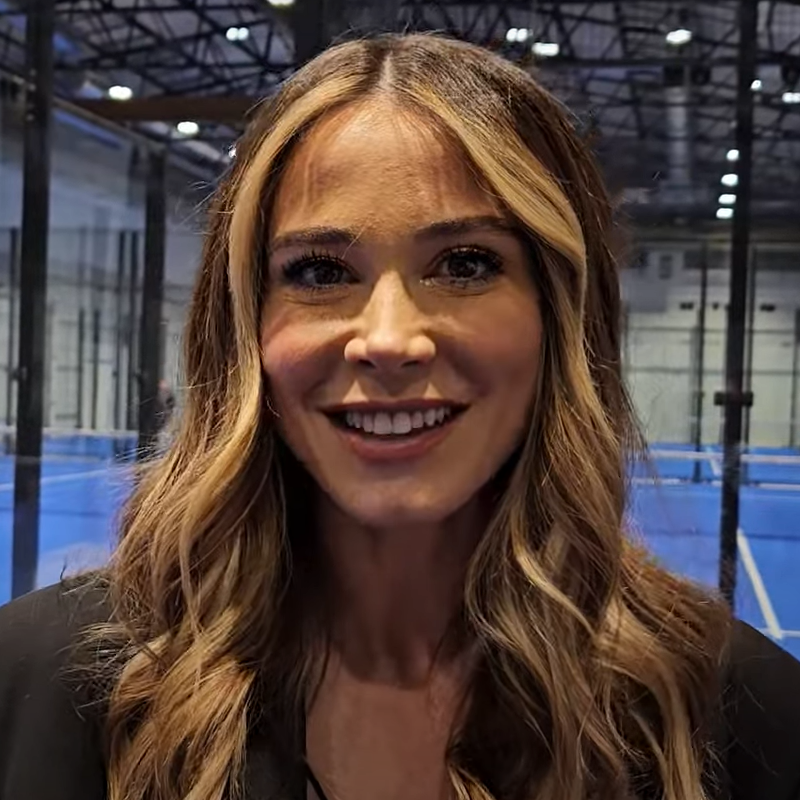
Diletta Leotta a Funweek nel 2024

Dal 5 novembre 2024 conduce la quarta edizione del reality La talpa, in onda in prima serata su Canale 5; il programma però viene chiuso anticipatamente alla quarta puntata, anziché alla sesta, a causa dei bassi ascolti.
Il 5 dicembre 2024 co-conduce in mondovisione per DAZN il sorteggio del Mondiale per club FIFA 2025, insieme ad Alessandro Del Piero e la giornalista Samantha Johnson.

## Vita privata
È stata legata sentimentalmente prima con il pugile Daniele Scardina dal 2019 al 2020, poi con l'attore Can Yaman fino al 2021; nell'estate del 2022 con il modello Giacomo Cavalli e infine dall'ottobre del 2022 ha un rapporto sentimentale con il calciatore tedesco Loris Karius, dal quale il 16 agosto 2023, giorno del suo compleanno, ha avuto una figlia, Aria Rose. La coppia si è sposata il 22 giugno 2024 sull'Isola di Vulcano.

## Filmografia
- 7 ore per farti innamorare, regia di Giampaolo Morelli (2020)
- Chi ha incastrato Babbo Natale?, regia di Alessandro Siani (2021)

## Programmi televisivi
- Festival della nuova canzone siciliana (Antenna Sicilia, 2010)
- Insieme (Antenna Sicilia, 2010-2011)
- Il compleanno di La5 (La5, 2011)
- Sky Meteo (Sky Meteo 24, 2012-2015)
- Come giochi? (POKERItalia24, 2012)
- RDS Academy (Sky Uno, 2014)
- Sky Serie B (Sky Sport 1, 2015-2018)
- Europei di calcio 2016 (Sky Sport 1, 2016)
- Goal Deejay (Sky Sport 1, 2017-2018)
- Il contadino cerca moglie (Fox Life, 2018)
- Gazzetta Sports Awards (LA7, 2018)
- Miss Italia (LA7, 2018)
- Galà dell'amicizia Italia – Cina (Mediaset Extra, Rai 5, 2019)
- W Radio Playa Rimini (Italia 1, 2019)
- Gran Galà del calcio AIC (Sky Sport Serie A, 2019)
- Festival di Sanremo (Rai 1, 2020) - co-conduttrice[20]
- Striscia la notizia (Canale 5, 2021)
- Alessandro Borghese - Celebrity Chef (TV8, 2022) - concorrente
- Zecchino d'Oro (Rai 1, 2023) - giurata
- La talpa (Canale 5, 2024)

### Web TV
- Diletta Gol (DAZN, 2018-2019)
- Diletta Gol in campo (DAZN, dal 2019)
- Linea Diletta (DAZN, dal 2019)
- DAZN Calling (DAZN, 2020)
- Celebrity Hunted: Caccia all'uomo (Amazon Prime Video, 2021) - concorrente
- Day Off (DAZN, dal 2022)
- Scacco Capitale (DAZN, 2023)
- La talpa Detection (Mediaset Infinity, 2024)

#### Podcast
- Fitness Confidential (2020)
- Mamma Dilettante (dal 2023)

## Radio
- 105 Take Away (Radio 105, dal 2017)

## Videoclip
- Faccio quello che voglio, di Fabio Rovazzi (2018)
- On Demand, di Benji & Fede ft. Shade (2018)
- Mal di testa, di Elodie e Fabri Fibra (2020)
- La discoteca italiana, di Fabio Rovazzi ft. Orietta Berti (2023)

## Riconoscimenti
- Premio nazionale Andrea Fortunato
  - 2017 – Premio "Categoria giornalismo"